# 13-й механизированный корпус
13-й механизированный корпус РККА (13 мк) — общевойсковое оперативно-тактическое соединение (механизированный корпус) РККА СССР до и во время Великой Отечественной войны.

## История формирования
Корпус начал формирование весной 1941 года.

### Место дислокация
Западный особый военный округ, Бельск-Подляски
В ночь на 22 июня года 13-й механизированный корпус был поднят по тревоге. В два часа ночи штаб корпуса перешел на полевой КП в лесу в 15 км юго-западнее Бельска. Сураж, Боцьки, Бельск-Подляски. В помещениях управления корпуса в Бельске стал располагаться только что прибывший первый эшелон штаба 2-го стрелкового корпуса из Минска.
Из журнала боевых действий войск Западного фронта за июнь 1941 года о группировке и положении войск фронта к началу войны:

22 июня 1941 г.

К началу войны войска Западного особого военного округа занимали положение:

13-й механизированный корпус (совершенно неукомплектованный, находящийся в стадии формирования) — штаб корпуса в Бельск-Подляски. Командир корпуса генерал-майор Ахлюстин. 25-я танковая дивизия — в районе Лапы. 31-я танковая дивизия — в районе Боцьки. 208-я моторизованная дивизия — в районе Гайновка.
Самым сильным соединением 13-го мехкорпуса была 25-я танковая дивизия полковника Н. М. Никифорова: 228 танков и 3 БА.
|                              | БТ-7 | Т-26 2-хбаш | Т-26  | ХТ | Т-40 | Т-37/38 | Всего | Т-26 тяг | ФАИ | БА-20 | БА-6 | БА-10 | Всего БА |
| ---------------------------- | ---- | ----------- | ----- | -- | ---- | ------- | ----- | -------- | --- | ----- | ---- | ----- | -------- |
| Управление                   |      |             |       |    |      |         |       |          |     |       |      | 1     | 1        |
| 25-я танковая дивизия        |      | 30          | 178/3 | 18 |      | 5       | 231/3 |          | 2   |       |      | 1     | 3        |
| 31-я танковая дивизия        |      | 18          | 20    | 1  |      |         | 39    | 1        |     | 3     |      | 15    | 18       |
| 208-я моторизованная дивизия | 15   |             | 1     |    | 11   |         | 27    |          |     |       | 1    | 11    | 12       |
| Всего                        | 15   | 48          | 199/3 | 19 | 11   | 5       | 297/3 | 1        | 2   | 3     | 1    | 28    | 34       |

13-й мехкорпус располагался на южном фасе Белостокского выступа во втором эшелоне советских войск.
С началом войны корпус вступил в сражение на белостокском направлении против превосходящих сил противника.

### Белостокско-Минское сражение

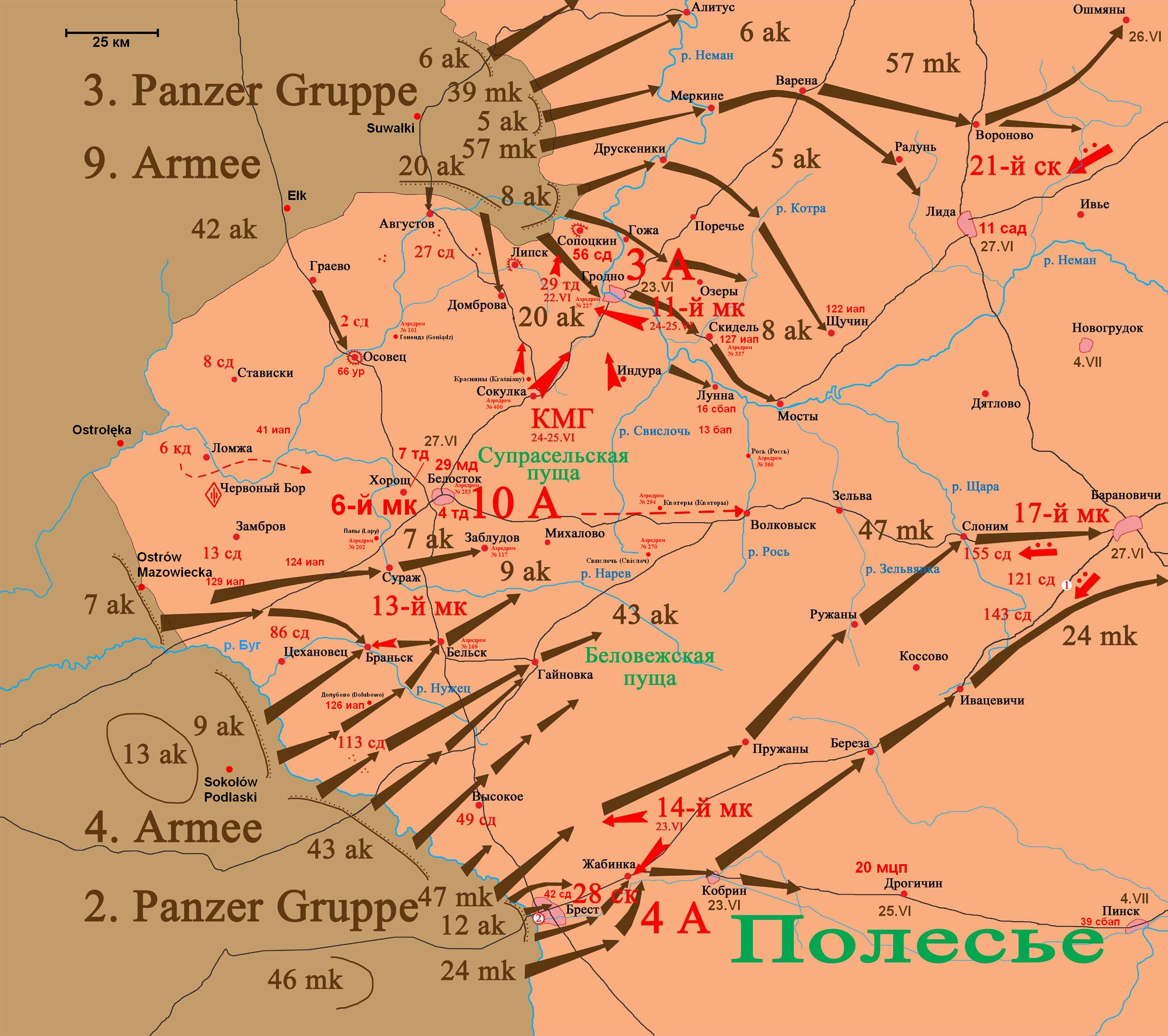
Бои на Белостокском выступе 22-25 июня 1941 года

На фронте советской 10-й армии противник вёл отвлекающие действия, однако на южном фасе Белостокского выступа тремя корпусами (в первом эшелоне) немецкая 4-я армия (командующий — генерал-фельдмаршал Г. фон Клюге) нанесла сокрушительный удар в направлении Бельск. Оборонявшиеся здесь три советские стрелковые дивизии были отброшены и частично рассеяны.
Наиболее боеспособные подразделения 31-й танковой дивизии (вновь формирующееся соединение, на вооружении — 40 танков Т-26 и бронеавтомобили; дислокация — Боцки) перекрыли дорогу Дрогичин-Бельск-Белосток, но к полудню были отброшены от р. Нужец на 10 км к Белостоку.
В полдень 22 июня в районе Браньска с немецкими войсками вступил в бой 13-й мехкорпус.
К исходу дня советские войска были выбиты из Браньска. Весь следующий день за этот город шёл бой.
После отражения советских контратак 24 июня немецкие войска продолжили наступление и заняли Бельск.

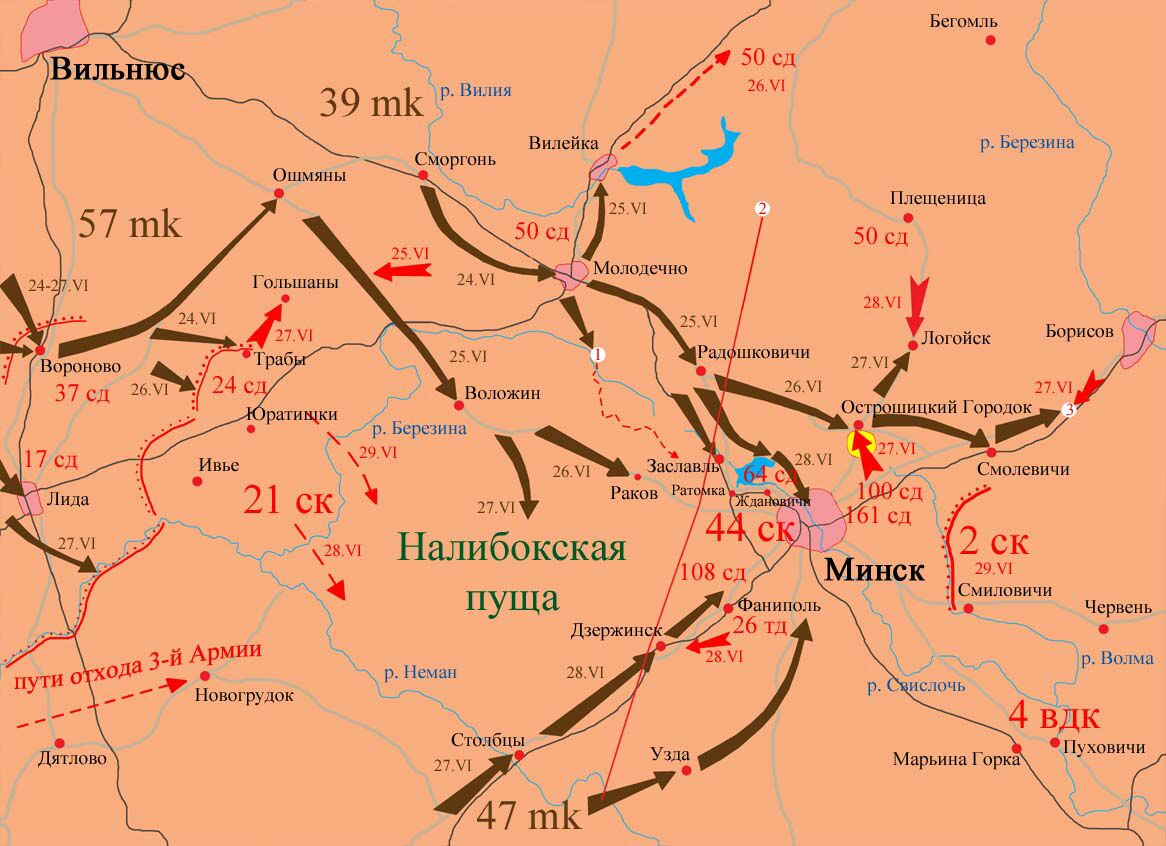
Прорыв немецкой 3-й танковой группы к Минску
24-28 июня 1941.

В начале июля корпус был окружён в районе Минска. К концу июля остатки 13-го механизированного корпуса (фактически, без материальной части) под руководством генерал-майора Петра Николаевича Ахлюстина вышли к реке Сож на соединение с частями Красной Армии. 28 июля, организуя выход из окружения корпуса, испытывающего недостаток в боеприпасах и ГСМ, Пётр Николаевич Ахлюстин погиб во время переправы через реку Сож в районе города Пропойск.

## Боевой состав
| Дата       | Фронт          | Армия      | В составе (танковые и моторизованая)                                    | Другие части, в том числе приданные | Примечания |
| ---------- | -------------- | ---------- | ----------------------------------------------------------------------- | ----------------------------------- | ---------- |
| 22.06.1941 | Западный фронт | 10-я армия | 25-я танковая дивизия 31-я танковая дивизия 208-я моторизованая дивизия | 18-й мотоциклетный полк             | -          |
| 10.07.1941 | -              | -          | -                                                                       | -                                   | данных нет |
| 01.08.1941 | -              | -          | -                                                                       | -                                   | данных нет |

- 13-й механизированный корпус

Командир- генерал-майор Петр Николаевич Ахлюстин                                                                                                                                                                              

Заместитель по строевой части- генерал-майор танковых войск Василий Иванович Иванов                                                                                                                  

Заместитель по политической части- полковой комиссар Н. В. Кириллов.                                                                                                                                                          

Помощник по технической части- военинженер 1 ранга Юрий Николаевич Соловьев.                                                                                                                                        

Начальник штаба- полковник Иван Ильич Грызунов.                                                                                                                                                                                                  

Начальник оперативного отдела- майор Марк Лукьянович Щепитин.                                                                                                                                                                        

Начальник строевого отдела- интендант 2 ранга Даниил Семенович Шатковский.                                                                                                                                                 

Начальник отдела тыла- капитан Василий Григорьевич Черноусов.                                                                                                                                                                                        

Начальник автотранспортной службы- майор Сергей Петрович Натаров.                                                                                                                                                                  

Начальник химической службы- майор Василий Мефодьевич Потераев.                                                                                                                                                                      

Начальник снабжения- майор Михаил Гаврилович Жуков.                                                                                                                                                                                              

Заместитель начальника отдела политпропаганды- полковой комиссар Михаил Алексеевич Хлызов (1.04.41–15.07.41).
- - 25-я танковая дивизия (полковник Н. М. Никифоров, Лапы)
  - 31-я танковая дивизия (полковник С. А. Калихович, Боцьки)
  - 208-я моторизованая дивизия (полковник В. И. Ничипорович, Гайновка)
  - 18-й мотоциклетный полк